# Херман II фон Зулц
Херман II фон Зулц (на немски: Hermann II Graf von Sulz; * пр. 1195; † сл. 1217) от графския род фон Зулц е граф на Зулц на река Некар в Баар.
Той е син на граф Алвиг III фон Зулц († 1152) и съпругата му Аделхайд фон Нузплинген († сл. 1132), дъщеря на Хайнрих фон Нузплинген и Гепа. Внук е на граф Алвиг II фон Зулц († сл. 1101) и правнук на граф Алвиг I фон Зулц, който е баща и на граф Херман I фон Зулц († 1085/1091).
Членове на фамилията са от преди 1300 г. дворцови съдии в Ротвайл. През 1360 г. графовете на Зулц получават наследствената служба съдия на императорския дворцов съд в Ротвайл до изчезването на фамилията през 1687 г.

## Фамилия
Херман II фон Зулц се жени за фон Еберщайн. Те имат децата:
- Бертхолд I (Херман III) фон Зулц († 1221/1252), граф, женен за Хилдтуда († 1 март 1222)
- Алвиг V фон Зулц († 1235), граф; баща на:
  - Алвиг VI фон Зулц († ок. 1236/1240), женен за Хедвиг фон Хабсбург († 30 януари 1250), сестра на римско-немския крал Рудолф I († 1291)
  - Бертхолд I фон Зулц († 15 май 1253), женен пр. 26 март 1238 г. (развод 1238) за Елизабет фон Близкастел († сл. 13 април 1273), дъщеря на граф Хайнрих фон Близкастел († 1237) и Агнес фон Сайн († 1266); (вер. син na Херман II фон Зулц)
- Еберхард фон Зулц († сл. 1273)